# Pogonatum tahitense
Pogonatum tahitense är en bladmossart som beskrevs av W. P. Schimper in Bescherelle 1894. Pogonatum tahitense ingår i släktet grävlingmossor, och familjen Polytrichaceae. Inga underarter finns listade i Catalogue of Life.